# Celso Russomanno
Celso Ubirajara Russomanno (GOMM • GOMA) (São Paulo, 20 de agosto de 1956) é um repórter jurisconsulto especializado em defesa do consumidor, político brasileiro, filiado ao Republicanos e ex-presidente do Parlasul. Atualmente é Deputado federal por São Paulo pelo sétimo mandato.
Além de jornalista, é Bacharel em Direito pela Faculdade de Direito de Guarulhos. Tornou-se famoso no início dos anos 1990 apresentando um quadro no programa jornalístico popularesco Aqui Agora, veiculado no SBT, no qual mediava reclamações de consumidores que se sentiam lesados por empresas de diversos setores. É autor de dois livros e palestrante sobre o tema Defesa do Consumidor. Lançou-se candidato a deputado federal nas eleições de 1994 sendo o candidato mais votado daquele ano. Russomanno é presidente do Instituto Nacional de Defesa do Consumidor.
Atualmente está na RecordTV no programa Cidade Alerta, onde comanda a "Patrulha do Consumidor". Em 2014, foi o candidato a Deputado Federal mais votado do Brasil, tendo a segunda maior votação da história 1 524 286, só perdendo para Enéas Carneiro em 2002. Foi candidato à prefeitura de Santo André em 2000 e à prefeitura da cidade de São Paulo em 2012, 2016 e 2020. Nas quatro oportunidades foi derrotado ainda no primeiro turno.

## Biografia
Em 1986, iniciou sua carreira na Manchete FM, passando em seguida pela Bandeirantes FM, ambas da capital paulista. No ano seguinte estreou na televisão apresentando os programas noturnos Night Clip e Circuito Night and Day na TV Gazeta, ambos de colunismo social, que duraria dez anos. Em 1991 foi convidado a integrar a equipe de reportagem do programa Aqui Agora, no SBT no qual se especializou em matérias que defendia os consumidores prejudicados. Teve passagem também pelas emissoras CNT, Band e Rede TV!
Tornou-se candidato a deputado federal em 1994 pelo PSDB, tornando-se naquele ano o deputado mais votado do Brasil.

### Carreira política
Em 1985, Russomanno filiou-se ao PFL (atual União Brasil), onde permaneceu até 1994, quando se mudou para o PSDB. Ainda neste ano foi eleito deputado federal com 233 482 votos, sendo a maior votação do Brasil. Em 1997, filiou-se ao PPB (atual Progressistas), onde novamente em 1998 foi eleito para seu segundo mandato como deputado federal.  Em 2000, candidatou-se à prefeitura de Santo André (SP) pelo PPB, mas foi vencido pelo candidato Celso Daniel (PT), que obteve 70,1% dos votos válidos. Em 2003, foi admitido pelo presidente Luiz Inácio Lula da Silva à Ordem do Mérito Militar no grau de Grande-Oficial especial.
Celso foi autor de projetos de leis para a melhoria do Código de Defesa do Consumidor. Em 2010 candidatou-se pelo PP ao Governo de São Paulo, mas acabou terminando em 3° lugar com 1 233 897 votos. Em 2011 desfiliou-se do Partido Progressista devido a desentendimentos com Paulo Maluf e filiou-se ao Partido Republicano Brasileiro (PRB) para disputar a eleição em 2012. Em 2012 lançou-se como candidato pelo PRB à Prefeitura de São Paulo, chegou a ficar em primeiro nas pesquisas, obteve 1 324 021 votos mas acabou perdendo no 1º turno. Foi presidente da Frente Parlamentar da Polícia Federal durante 14 anos no Congresso Nacional. Em 2014, foi novamente candidato a deputado federal, sendo reeleito para a 55.ª legislatura (2015-2019), com a segunda maior votação da história: 1 524 286 votos.
Votou a favor do Processo de impeachment de Dilma Rousseff. Já durante o Governo Michel Temer, votou a favor da PEC do Teto dos Gastos Públicos.
Em 2016 foi mais uma vez candidato à Prefeitura de São Paulo. Apesar das pesquisas inicialmente apontarem uma liderança isolada de Russomanno, a partir do início do horário eleitoral a sua intenção de votos diminuiu e ele foi mais uma vez derrotado em 1º turno. Retornou ao Congresso Nacional, onde participou da comissão que analisou as 10 Medidas contra corrupção propostas pelo MPF. Solicitou que fosse alterada a medida que tipifica o crime de caixa dois para que punisse somente o administrador da campanha e não o político candidato.

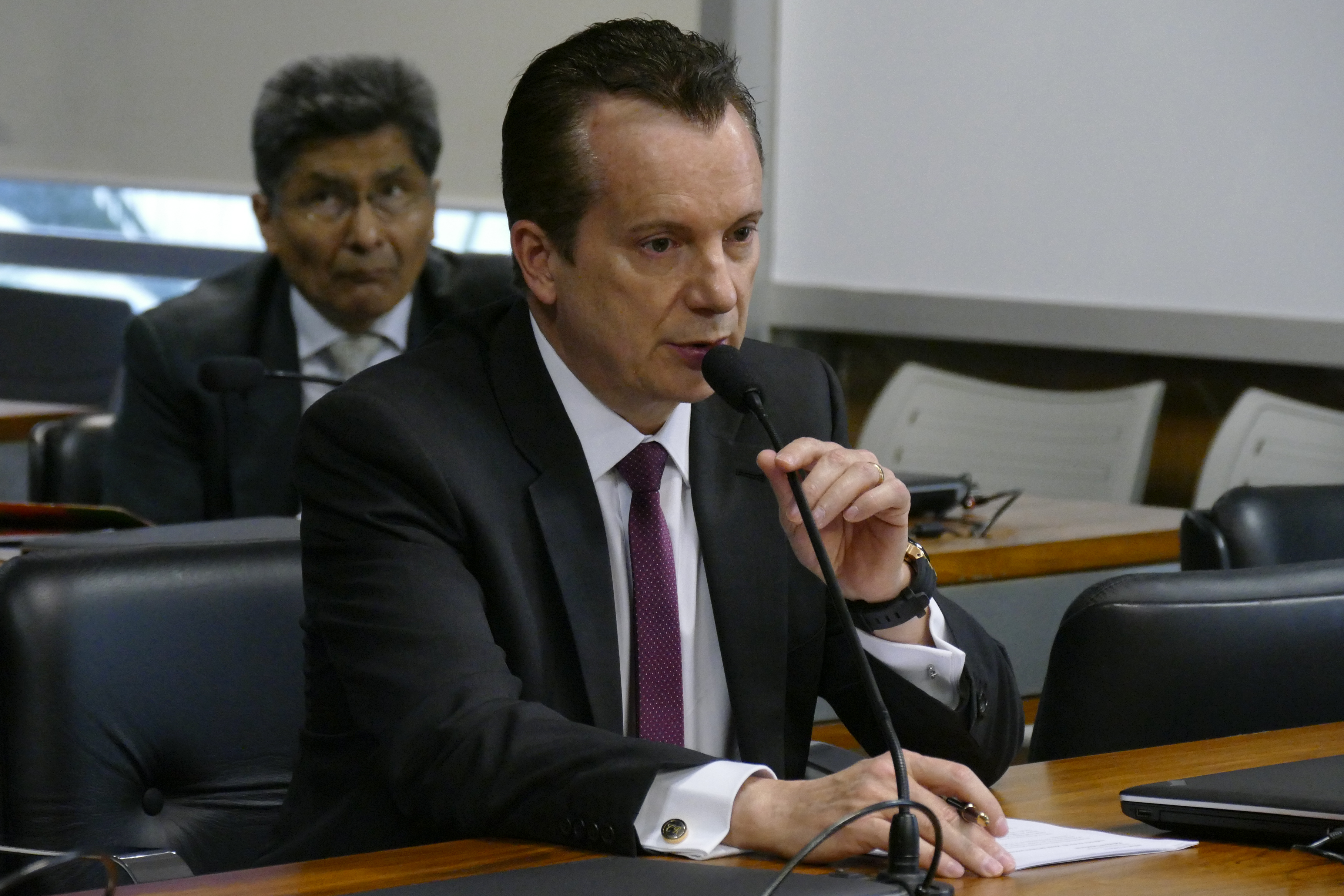
Celso em 2017

Em abril de 2017 foi favorável à Reforma Trabalhista. Em agosto de 2017 votou contra o processo em que se pedia abertura de investigação do então presidente Michel Temer, ajudando a arquivar a denúncia do Ministério Público Federal. Na sessão do dia 25 de outubro de 2017, o deputado, mais uma vez, votou contra o prosseguimento da investigação do então presidente Michel Temer, acusado pelos crimes de obstrução de Justiça e organização criminosa. O resultado da votação livrou o Michel Temer de uma investigação por parte do Supremo Tribunal Federal (STF).
Em 2018, foi eleito deputado federal por São Paulo. Em 2020, disputa pela 3ª vez à Prefeitura de São Paulo.
Foi eleito presidente do Parlasul (Órgão de representação civil dos países do Mercosul, composto por parlamentares de todos os países desses blocos), tomando posse em 1° de Janeiro de 2021.
Em 14 de fevereiro de 2022, Celso Russomanno foi agraciado com o título de cidadão do município de Leme, São Paulo, em uma cerimônia realizada pela Câmara de Vereadores. O reconhecimento destacou seu envolvimento na criação da Rede Brasil de Rádio e Televisão Leme Ltda (Rádio Brasil FM), da qual é proprietário.

### Mandatos eletivos
- Deputado Federal 1995 a 1998 - Partido da Social Democracia Brasileira (PSDB)[11]
- Deputado Federal 1999 a 2002 - Partido Progressista Brasileiro (PPB)[11]
- Deputado Federal 2003 a 2006 - Partido Progressista Brasileiro (PPB)[11]
- Deputado Federal 2007 a 2010 - Partido Progressista (PP)[11]
- Deputado Federal 2015 a 2018 - Partido Republicano Brasileiro (PRB)[11]
- Deputado Federal 2019 a atualmente - Republicanos[11]

### Acusações e processos judiciais
Em 2002, Celso Russomanno foi acusado de agredir uma funcionária do Instituto do Coração (Incor) e de ter danificado as dependências do hospital, porém foi absolvido desta acusação pelo Supremo Tribunal Federal.
Já em fevereiro de 2014, foi condenado em primeira instância (durante um período em que não possuía foro por prerrogativa de função) pela prática de crime de peculato. A acusação sobre ele consistia em, no exercício do mandato de Deputado Federal, ter usado uma funcionária de seu gabinete, paga pela Câmara, para trabalhar em sua produtora de vídeo em São Paulo, entre 1997 e 2001. Contudo, por 3 votos a 2, a 2ª turma do STF (Supremo Tribunal Federal) decidiu, no dia 09 de agosto de 2016, pela absolvição de Celso Russomanno da acusação de peculato.
Por fim, Celso Russomanno tornou-se réu por falsidade ideológica no Supremo Tribunal Federal, acusado pelo Ministério Público Federal de simular contrato de imóvel para mudar seu domicílio eleitoral e assim concorrer à Prefeitura de Santo André, em 2000. Mas, fez um acordo judicial que acabou por livrá-lo do julgamento de processo.

## Televisão
- Night Clip - TV Gazeta
- Circuito Night and Day - TV Gazeta
- Aqui Agora - SBT
- Mulher De Hoje - Rede Manchete
- Brasil Já - CNT
- Bom Dia Mulher - RedeTV!
- Elas - RedeTV!
- Dia Dia - Rede Bandeirantes
- Falando Francamente - SBT
- Programa Celso Russomanno - Rede Brasil / TV Gazeta
- Pra Valer - Rede Manchete e RedeTV!
- Notícias e Mais - CNT
- Jogo do Poder - CNT
- Balanço Geral SP - RecordTV
- Programa da Tarde - RecordTV
- Hoje em Dia - RecordTV
- Cidade Alerta - RecordTV

## Controvérsias

### Suposto exercício ilegal da advocacia
Segundo a revista Consultor Jurídico, em 1998 Russomanno foi acusado por exercer ilegalmente a advocacia no qual mantinha o serviço "Plantão Jurídico", pelo sistema 0900, em que oferecia pelo telefone uma "orientação dos seus direitos". O serviço custava na época R$ 3,95 por minuto.
Ainda segundo a revista, a denúncia foi registrada por dez subseções da Ordem dos Advogados do Brasil e contemplava os seguintes fatos a cerca de Russomanno:
- ser bacharel em direito pelas Faculdades Integradas de Guarulhos, mas não ser advogado, uma vez que ele não foi aprovado no exame da Ordem para obter o registro que autoriza o exercício da profissão;
- ter se apresentado como advogado no repertório biográfico da Câmara dos Deputados;
- ter praticado aliciamento de clientes, pois a captação de clientes foi feita através de anúncio em que a própria voz do Russomanno se apresentava.

Russomanno não consta no Cadastro Nacional dos Advogados da OAB.

### 1,1 milhão de reais para ONG
Em 2010 foi autor de uma emenda para destinar 1,1 milhão de reais para uma ONG que preside e administra em conjunto com familiares. A prática de apresentar emendas para parentes é vedada pela Lei de Diretrizes Orçamentárias (LDO).
Após a revelação do caso, inicialmente o deputado negou a irregularidade e chegou a ameaçar abrir um processo contra o denunciante caso a reportagem fosse veiculada; porém, em segundo momento, Russomanno informou que iria redirecionar o R$ 1,1 milhão para outras entidades, em lugar da ONG administrada por seus familiares: o Incor e a Faculdade Paulista de Medicina.

### Suposto envolvimento com Carlos Cachoeira
Uma gravação interceptada pela Polícia Federal, durante a Operação Monte Carlo, indica que Celso Russomanno estaria relacionado ao esquema operado pela quadrilha do bicheiro Carlos Augusto Ramos, vulgo Carlinhos Cachoeira. Um relatório da Superintendência da Polícia Federal do Distrito Federal, revelado pelo jornal Correio Braziliense, mostra que Russomanno é citado em diálogo como detentor de sete milhões de reais em uma conta que seria operada pelo grupo do bicheiro.
O candidato Celso Russomanno negou envolvimento com o bicheiro Carlinhos Cachoeira e encaminhou documento à CPI colocando à disposição seus sigilos telefônico, fiscal e bancário.

## Desempenho eleitoral
| Ano  | Eleição                  | Partido      | Cargo            | Votos     | %      | Resultado  | Ref    |
| ---- | ------------------------ | ------------ | ---------------- | --------- | ------ | ---------- | ------ |
| 1994 | Estaduais em São Paulo   | PSDB         | Deputado Federal | 233.482   | 1,24%  | Eleito     |        |
| 1998 | Estaduais em São Paulo   | PPB          | Deputado Federal | 185.611   | 1,19%  | Eleito     |        |
| 2000 | Municipal de Santo André | PPB          | Prefeito         | 80.148    | 22,44% | Não Eleito |        |
| 2002 | Estaduais em São Paulo   | PPB          | Deputado Federal | 261.635   | 1,33%  | Eleito     |        |
| 2006 | Estaduais em São Paulo   | PP           | Deputado Federal | 573.524   | 2,82%  | Eleito     |        |
| 2010 | Estaduais em São Paulo   | PP           | Governador       | 1.233.897 | 5,42%  | Não Eleito |        |
| 2012 | Municipal de São Paulo   | PRB          | Prefeito         | 1.324.021 | 21,60% | Não Eleito |        |
| 2014 | Estaduais em São Paulo   | PRB          | Deputado Federal | 1.524.361 | 7,17%  | Eleito     | [ 39 ] |
| 2016 | Municipal de São Paulo   | PRB          | Prefeito         | 789.986   | 13,64% | Não Eleito |        |
| 2018 | Estaduais em São Paulo   | PRB          | Deputado Federal | 521.728   | 2,47%  | Eleito     | [ 40 ] |
| 2020 | Municipal de São Paulo   | Republicanos | Prefeito         | 560.666   | 10,50% | Não Eleito |        |
| 2022 | Estaduais em São Paulo   | Republicanos | Deputado Federal | 305.520   | 1,29%  | Eleito     | [ 41 ] |